# Chloromyxum schulmani
Chloromyxum schulmani is een microscopische parasiet uit de familie Chloromyxidae. Chloromyxum schulmani werd in 1988 beschreven door Kovaljova. 